# Ein Stück Himmel
Ein Stück Himmel ist eine deutsche Miniserie von Franz Peter Wirth nach der 1964 erschienenen gleichnamigen Autobiographie von Janina David. Die Serie zeigt ihre Kindheit als Jüdin in Polen zur Zeit des Zweiten Weltkriegs. Der Titel spielt auf die Wohnungen im Ghetto an, deren Bewohnerzahl anhand der Fenster berechnet wurde. Das Fenster erlaubte es Janina, den beengten Wohnverhältnissen im Zimmer zu entkommen und trotz des engen Innenhofs ein Stück des Himmels sehen zu können.
Vom 19. April bis 7. Juni 1982 zeigte die ARD acht einstündige Folgen in Erstausstrahlung. Zwei weitere Folgen doppelter Länge wurden im November 1986 gezeigt. 1982 erhielt die tschechische Hauptdarstellerin Dana Vávrová für Ein Stück Himmel die Goldene Kamera und den Goldenen Gong. 1983 wurden Wirth, Vávrová und Leo Lehman mit dem Adolf-Grimme-Preis mit Gold ausgezeichnet.

## Folgen
| # | Titel                        | Ort u. Jahre              | Premiere       | Gastdarsteller |
| - | ---------------------------- | ------------------------- | -------------- | --- |
| 1 | Das Ende des Friedens        | Kalisch 1939              | 19. April 1982 | |
| 2 | Die verbotene Stadt          | Kalisch 1939              | 26. April 1982 | - Maria Singer: Mutter Gold - Andreas Pauls: Sohn Simon Gold - Margot Hruby: Schwiegertochter Sarah Gold - Astrid Boner: Dame im Warschauer Stadtpark |
| 3 | Im Ghetto gefangen           | Warschauer Ghetto 1940/41 | 3. Mai 1982    | - Grete Zimmer: Frau Katz - Josef Glas: Herr Katz - Miriam Mahler: Rachel - Michaela Geuer: Yola - Anja Jaenicke: Tosia - Wega Jahnke: Fräulein Bloch - Anja Müssiggang: Chufka - Peter Capell: Augenarzt - Volkert Kraeft: deutscher Offizier - Michael Brennicke: deutscher Hauptmann mit Ritterkreuz                                 |
| 4 | Die Endlösung                | Warschauer Ghetto 1942    | 10. Mai 1982   | - Helga Storck: Celias Schwester Lola - Gert Posdzich: Celias Schwager Georg - Adem Rimpapa: Celias Neffe Richard |
| 5 | Abschied von der Kindheit    | Warschauer Ghetto 1943    | 17. Mai 1982   | |
| 6 | Zuflucht im Kloster          | Warschau 1943             | 24. Mai 1982   | - Zora Vesecká: Krysia - Stanislava Coufalová: Alicia - Alena Karešová: Mutter Oberin - Hana Pastejříková: Schwester Margareta - Eva Jakoubková: Schwester Ludovika - Lenka Pichlíková: Schwester Monika |
| 7 | Kampf um Warschau            | Warschau 1944             | 6. Juni 1982   | - Milena Dvorská:Schwester Zofia - Marie Tomášová:Mutter Oberin - Libuse Heczkova: Mitschülerin - Eliska Petraskova: Mitschülerin - Monika Markova: Mitschülerin - Mahulena Bočanová: Mitschülerin - Katerina Argayova: Mitschülerin - Jana Novotna: Mitschülerin - Andrea Kratochvílová: Mitschülerin - Gabriela Volfova: Mitschülerin |
| 8 | Die letzten Tage des Krieges | Auf dem Land 1944         | 7. Juni 1982   | |

### Das Ende des Friedens
In Kalisch
Marek Dawidowicz lebt gemeinsam mit seiner Frau Celia und seiner neunjährigen Tochter Janina in Kalisch. Sie beschäftigen das Hausmädchen Stefa. Erich Grabowski und seine Frau Lydia fertigen eine Fotografie von Janina für die Großeltern an. Der Vater Erichs ist Deutscher, Erich selbst Pole. Lydia äußert dabei den Wunsch, genauso eine hübsche kleine Tochter wie Janina zu haben. Celia schickt Janina mit Hausmädchen Stefa in den Sommerferien zu Frau Wolfska – einem älteren Hausmädchen – aufs Land. Dort verliebt sich Janina in den katholischen Jungen Tadek. Gemeinsam tollen sie durch die Wälder, spielen Indianer. Die Eltern sind mit der Freundschaft Janinas mit einem Christen einverstanden. So erlaubt Marek, dass Tadek mit zum Kino kommen darf, wenn dort der Film Schneewittchen läuft. Janina soll Tadek versprechen, katholisch zu werden, wenn sie älter wird.
Ausbruch des Krieges, Flucht nach Lodz und nach Warschau
Auf dem Land erfährt Janina, dass der Krieg ausgebrochen ist. Celias Bruder Kuba geht zur polnischen Armee. Janina, Celia und die Großeltern fahren mit dem Zug nach Lodz, in die Wohnung einer Cousine Helen, die bereits weiter in das Landesinnere geflüchtet ist. Der Großvater hört täglich das Radio. Alle hoffen, dass die polnische Armee siegen wird.
Am Morgen des 1. September 1939 berichtet das Radio über den Einmarsch der deutschen Truppen. Marek kehrt zu seiner Familie zurück; Janina spürt sein Kommen wenige Augenblicke früher. Marek möchte, dass seine Familie weiter nach Osten zieht. So zieht die Familie nach Warschau, zu Mareks Schwester Mirijam und ihrem gleichaltrigen Vetter Siggi, einem Diabetiker. Es sollen neue Einheiten außerhalb Warschaus gebildet werden, wofür der Oberbürgermeister der Stadt alle Bürger aufruft. Marek meldet sich erneut, da er früher Soldat gewesen ist. Als Warschau bombardiert wird, bringt der Großvater Celia und Janina in seinen Luftschutzkeller. Dort erlebt Janina zum ersten Mal, wie Celia auf Hebräisch betet: „Schma Israel, adonaj elohejnu, adonaj ächad“.
Einnahme Warschaus und Rückkehr nach Kalisch

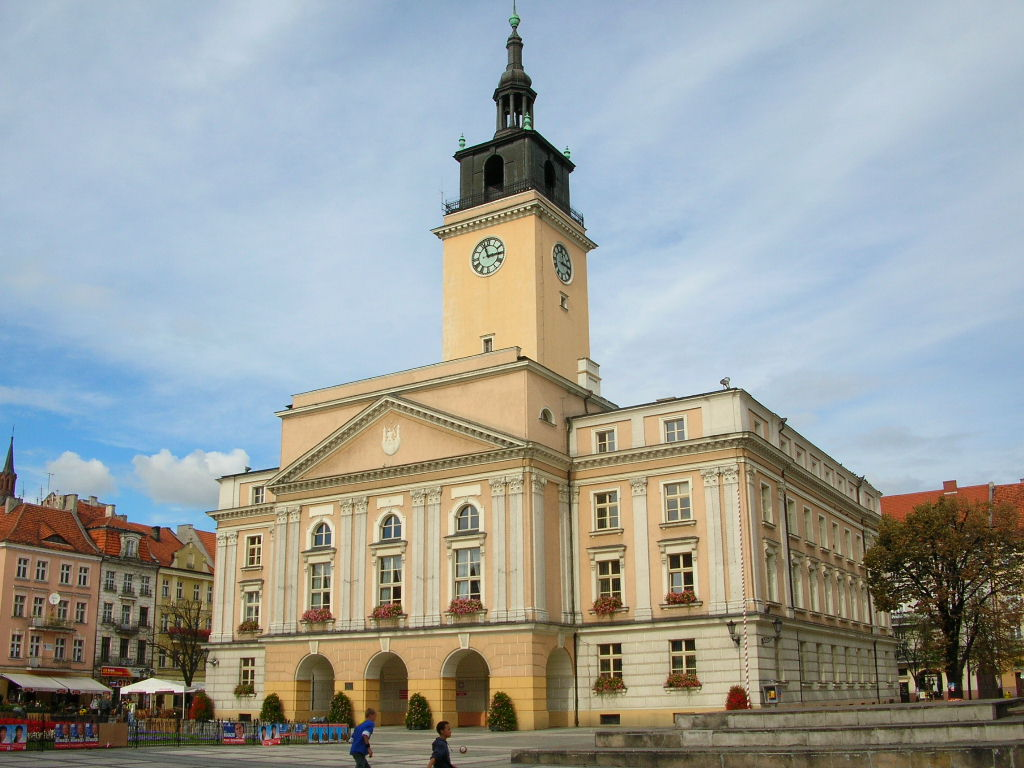
Kalisz

Als Warschau eingenommen wird, wollen die Großeltern, Celia und Janina nach Kalisch zurückkehren. Da das Mädchen unterwegs schwer erkrankt, bringt der Großvater Celia und Janina bei einem jüdischen Gastwirt unter. Dort erlebt sie zum ersten Mal wie Shabbat gefeiert und Jiddisch gesprochen wird. In Kalisch angekommen, offenbart sich der Tierarzt Herr Junge Celia gegenüber als „Reichsdeutscher“, was ihn berechtigt, in Polen Eigentum zu erwerben. Er möchte über einen Abtretungsvertrag Celias Wohnung erwerben. Celia lehnt ab und wirft den Mann aus ihrer Wohnung. Die Großeltern berichten Celia, dass sie aus dem Haus geworfen werden und nichts von den Sachen mitnehmen dürfen. Celia muss später erleben, wie der Tierarzt die Wohnung erwirbt und verlässt mit ihrer Tochter Kalisch. Nach Kriegsende erhängt sich Herr Junge auf dem Speicher und der Hausmeister Stanislaw präsentiert Janina stolz das Seil, mit dem sich der Tierarzt erhängt hat.

### Die verbotene Stadt
In Kalisch
Celia und Janina müssen zusehen, wie das Haus der Großeltern geräumt wird. Die Großeltern ziehen darauf in die Kowalski-Mühle. Janina spielt zuhause auf dem Klavier, die Mutter rührt einen Kuchen an, als deutsche Soldaten klingeln. Sie müssen hinunter auf die Straße. Alle Juden von Kalisch werden zusammengetrieben und auf einen Hof gebracht. Zufällig finden sie im Verschlag auf der Rückseite des Hofs eine Fluchtmöglichkeit. Sie entkommen und kehren zur Wohnung zurück. Der Hausmeister und die Söhne hebeln die inzwischen versiegelte Türe aus, Nina steht Schmiere. Celia und Tochter nehmen mit, soviel sie können. Der Hausmeister organisiert eine Droschke und Mutter und Tochter fahren zur Mühle zu den Großeltern.
In Warschau bei der Familie Gold

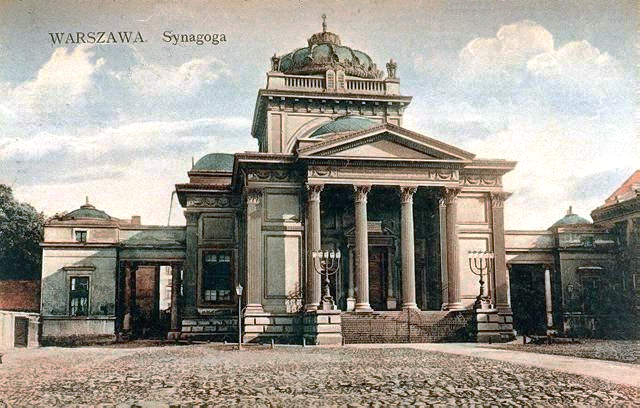
Große Synagoge Warschau

Celia und Janina fahren einige Tage später mit den Großeltern nach Warschau. Dort hoffen sie unterzutauchen. Sie finden Unterschlupf in der Wohnung von Frau Gold, die mit ihrem Sohn Simon und Schwiegertochter Sarah eine Wohnung teilt. Sie verdienen sich ihren Lebensunterhalt mit einem Lampengeschäft und Wolle. Dort erhält die Familie Davidowicz Mareks Brief aus dem russisch besetzten Polen. Er schickt jemanden, der Celia und Janina über die Grenze in die Ukraine und dann hinter den Ural bringen soll. Sie verwerfen den Vorschlag, weil der Winter 1940 kein Ende nehmen möchte. Bevor das Ghetto entsteht, kehrt Marek zu ihnen zurück. Janina spürt sein Kommen wenige Momente zuvor. Wie eng die Bindung zwischen Vater und Tochter ist beweist der Dialog, den die beiden wenig später führen. Es zeigt, dass Janina die Anwesenheit ihres Vaters spüren kann: So meint Marek: „Als ich durch Warschau geirrt bin damals auf der Suche nach euch, den ganzen Tage habe ich deinen Namen gerufen.“ und Janina antwortet darauf: „Ja ich weiß, ich habe Dich gehört“.
Celia und Janina im Warschauer Stadtpark
Der Stadtpark von Warschau ist für Juden verboten. Trotzdem gehen Celia und Janina hin, weil Celia meint, dass Janina frische Luft bräuchte. Vorher nehmen sie jedoch die Armbinde mit dem Davidstern ab. Im Stadtpark setzen sie sich auf eine Bank, auf der es Juden verboten ist zu sitzen. Eine Dame sitzt dort, häkelt und plaudert mit Celia. Als sie jedoch bemerkt, wie erschreckt Celia und Janina auf deutsche Soldaten reagieren, steht sie prompt auf, ruft ihre beiden Kinder – Christina und Jaschek – und geht weg. Celia und Janina verlassen verstört den Park. Es soll das letzte Mal sein, dass sie einen Park aufsuchen.
Janina spielt die Hauptrolle bei Schneewittchen
Janina probt bei der Familie Gold das Theaterstück Schneewittchen, wo sie die Hauptrolle spielt. Frau Katz ist zu Gast bei Frau Gold. Während Janina probt, schneidert Celia das Korsett für Janina. Frau Gold kritisiert, dass Celia ihrer Tochter ein schwarzes Korsett mit roten Strapsen näht. Celia findet nichts dabei, doch als das von Janina gespielte Schneewittchen bei der Aufführung tot zu Boden gleitet, kommt das Kleid oberhalb der Oberschenkel zu fallen und die roten Strapse sind zu sehen. Der ganze Saal brüllt vor Lachen. Da erscheint dann der Prinz, der Schneewittchen wachküsst. Janina tanzt daraufhin durch den ganzen Saal und singt dabei das Lied von Herta Mayen „Kommt erst mein Prinz zu mir … und führt mich fort von hier … wir ziehen beide ins Himmelsschloss ein“ aus dem damals bekannten Kinofilm Schneewittchen. Frau Katz ist von Janinas Schauspiel und insbesondere von Celia begeistert, die sie an ihre Tochter Ruth in Amerika erinnert. Frau Katz lädt Celia und ihre Familie dazu ein, bei sich einzuziehen.

#### „Epidemieschutzmauern“
Im Sommer 1941 werden um das Ghetto die sogenannten „Epidemieschutzmauern“ gebaut. Das Viertel wird zusehends von der Außenwelt abgeschlossen. Hunger und Armut sind das Resultat.
Janinas Vater arbeitet bei der jüdischen Ghetto-Polizei
Zuhause wächst die Unzufriedenheit von Celia und Marek. Celia beschimpft ihren Mann, weil dieser noch keine Stellung gefunden hat und sie ihre Mutter ständig um Geld bitten muss und sie zusammen mit den Großeltern bei der Familie Gold wohnen müssen. Da Marek früher Soldat war und den Umgang mit der Waffe kennt, findet er schließlich eine Stellung bei der jüdischen Ghetto-Polizei. Celia reagiert darauf mit Entsetzen. Er sagt ihr nur: „Eines Tages wirst Du dafür dankbar sein.“ Er spielt damit auf die Unentbehrlichkeit des jüdischen Ordnungsdienstes als Funktionäre der deutschen Besatzungsmacht an.

### Im Ghetto gefangen
Familie Katz und Rachel
Marek, Celia und Janina ziehen 1940/1941 in eine neue Wohnung in dem nun entstandenen Ghetto ein, wo sie zusammengedrängt in einem Zimmer mit Blick zum Hinterhof leben. Wenn sie aus dem Fenster steil nach oben sehen, erblicken sie über den Dächern des Hofs noch ein Stück Himmel. Janina meint, dass das Stück Himmel ein bisschen Farbe, Glück und damit Hoffnung in ihr Leben bringt: „Es wird immer blauer umso länger man hinaufblickt.“ Dieses Gedanken bringt Janina später wieder in einem Aufsatz über die Renaissance in Europa zum Ausdruck.
Im Hauptzimmer wohnen die Eheleute Katz. Da Juden für Polen nicht mehr arbeiten dürfen verliert Herr Katz seine Arbeit und Frau Katz wird zunehmend ungehalten. Ihr Brüllen und Schreien ist ständig im Hinterzimmer der Dawidowicz zu vernehmen. Frau Katz hat aus Mitleid die junge Rachel bei sich aufgenommen, die keine Eltern mehr hat.
Janinas Freundeskreis – Yola, Tosia und Cufka
Zu Janinas Freundeskreis zählen die aufmüpfige Yola, die treue Tosia – mit denen sie den Unterricht bei Fräulein Bloch besucht – und die hübsche Chufka, die Bonbons verkauft. Nina schließt mit Tosha Blutsbrüderschaft. Mit einer Rasierklinge schneiden sie sich beide in die Finger, saugen gegenseitig das Blut aus und umarmen und schwören sich daraufhin „Freundschaft bis zum Grab“. Nina, Tosha und Yola gehen regelmäßig zur Fräulein Bloch, die sie zusammen mit anderen Kindern, unterrichtet. Der Unterricht wird abwechselnd in den Wohnungen der Schüler gehalten. Da jüdische Schulen verboten sind, fürchten sie Verrat und Entdeckung und erschrecken bei jedem Klingeln. Sie verstecken daraufhin das Schulmaterial. Fräulein Bloch betreibt Sexualaufklärung, indem sie Stempel und die Staubgefäße der Blume erklärt. Als Yola kritisch hinterfragt, wird diese von der Lehrerin gerügt. Nach der Schule gibt Yola auch Sexualaufklärung und fängt mit dem Unterschied zwischen dem normalen Kuss und dem sinnlichen Kuss an. Als Nina nicht aufpasst und sich an den Haaren kratzt, erntet sie von Yola einen bösen Blick. Abends kann Nina dann nicht schlafen und weint, weil sie fürchtet im Schlaf das Gelernte preiszugeben. Da erzählt ihr der Vater das Märchen vom Rotfünkchen, das später Janina im Kloster den kleineren Mädchen weitererzählen wird.
November 1940 werden die Tore des Ghettos geschlossen und hunderttausende Menschen werden in das Ghetto getrieben.
Chufka als Beispiel für die Folgen von Typhus
Neben der aufmüpfigen Yola und der treuen Tosia zählt auch die hübsche Chufka zu Janinas Freundeskreis. Chufka sitzt in einem Laubengang hinter einem Tisch und verkauft Bonbons und Karamellen. Janina ist Stammkundin bei ihr und kauft bei ihr auf Kredit. Als Janina bei Chufka erscheint, meint sie nur traurig: „du hast keinen Kredit mehr bei mir“. Janina meint nur: „Ich hab seit zwei Wochen kein Stückchen mehr gegessen“. Chufka schaut in ihrem Heft nach, in dem sie alle Schuldner notiert und korrigiert Janina: „Deine Mutter hat vor einigen Tagen eins bekommen und auch noch nicht bezahlt“. Janina fleht: „Wir haben kein Geld…!“ Die Verkäuferin meint darauf nur: „dann solltet ihr auch keine Süßigkeiten essen…“. Janina erinnert an ihre Freundschaft und offenbart vor allen ihre Bewunderung für Chufkas Haar: „Dein blondes Haar sieht wunderschön aus Chufka!“ Chufka strahlt: „Ich weiß.“ Janina wiederholt ihre Meinung vor allen anderen versammelten Mädchen und fragt in die Runde: „Sind ihre Haare nicht wunderschön?“ Alle nicken bestätigend. Chufka nimmt ein Karamellbonbon heraus und schiebt es zu Janina hin. Janina ist erst sprachlos und schaut sie fragend an. Chufka fordert sie auf das Bonbon zu nehmen und meint: „na nimm!“ Chufka und Janina schauen sich an, lächeln und strahlen einander an. Janina bedankt sich schnell und bittet sie nur noch: „Und sag meinem Vater nicht, dass wir Schulden bei dir haben“. Chufka nickt ihr zu und lächelt. Chufka gehört nicht nur zu Janinas kleinem Freundeskreis im Warschauer Ghetto, es ist auch der beispielhafte Fall für Typhus und seine Nebenfolgen, den Janina im Film eingehend beschreibt: „Der Sommer wurde sehr heiß. mit der steigenden Hitze entwickelte sich der Typhus zur Epidemie, die Todesrate erhöhte sich um jeden Monat … auch Cufka erkrankte, obwohl sie die Krankheit überstand, fiel ihr goldenes Haar büschelweise aus.“ So beschreibt Janina ihre Freundin, als sie sie beim Vorbeigehen betrachtet. Chufka schämt sich nun viel zu sehr um sie anzusprechen. Verstohlen blickt Chufka ihre Freundin an, um gleich wieder ihren Blick zu senken. Bei der Umsiedlungsaktion am 22. Juli 1942 muss Janina miterleben wie ihre Freundin mit den „goldenen Haar“ in den Osten deportiert wird, während sie als Angehörige eines Ghetto-Polizisten verschont wird. Später als Janina Sarah im Kinderheim kennenlernt, bemerkt sie wie sich das Mädchen dagegen wehrt den Kopf kahl geschoren zu bekommen. Sie vermutet, dass Sarah ebenso wie sie selbst Angst davor hat, weil es sie an die Typhuskranken im Warschauer Ghetto erinnert, denen die Haare geschoren werden mussten.
Mareks Freundin – Lydia
Sie erhalten im Ghetto Besuch von Lydia, die Marek noch aus der Vorkriegszeit kennt. Lydia ist noch in Marek verliebt, obwohl sie inzwischen mit Erich Grabowsky verheiratet ist und zwei Söhne, Paul und Thomeck hat. Da die Familie Dawidowicz kein Geld hat, kommt sie nicht aus dem Ghetto heraus. Dazu brauchten sie falsche Papiere, die kostspielig sind. Lydia deutet mit wenigen Worten auf die Endlösung hin: „die Deutschen haben einen bestimmten Plan. Glaubt ihr, dass sie darauf warten, bis ihr alle an Typhus gestorben seid? Es ist entsetzlich was geschehen wird.“ Lydia bietet an, Janina bei sich über Weihnachten aufzunehmen.
Armut
Die Armut im Ghetto nimmt zu. So muss Celia ihre Tochter zum Augenarzt bringen. Janina hat sich die Augen verdorben, weil sie nachts bei Kerzenlicht studiert. Celia hofft, dass der Arzt das Rezept kostenlos ausstellt. Als er trotzdem auf die Bezahlung der Rechnung besteht, gibt Celia ihm das, was sie gerade dabei hat.
Der Hinterhof ist voller Menschen, die betteln, hausieren oder sich als Schausteller verdingen. Die Kinder interessiert unter anderem Elias, ein ehemaliger Talmud-Gelehrter, der bei seinen Schwestern wohnt, aber nachts von ihnen ausgeschlossen wird. Weil er langsam verhungert, heult er dann wie Luftschutzsirene auf. Zum Vergnügen treiben und prügeln die Kinder auf ihn ein, bis er wie eine Sirene aufschreit.
Frühjahr 1941 wächst die Übervölkerung des Ghettos an. Es sind über 500 000 Menschen. Es kommen weitere jüdische Menschen in das Ghetto, die aus Deutschland, der Tschechoslowakei und der polnischen Provinz in überfüllten Güterzügen nach Warschau kommen.
Janina beschreibt die verschiedenen Stufen der Verelendung der Neuankömmlinge im Ghetto, wie sie dort ankommen, leben und im Elend umkommen. Da diese weder Wohnung noch Arbeit bekommen, müssen diese in den Straßen des Ghettos leben und dort betteln.
Als erste Stufe der Verelendung beschreibt Nina die Situation der Neuzugänge, die in den Straßen stehen, betteln und versuchen müssen mit ihrer neuen Situation fertigwerden:
„wie sie dort standen häufig gut gekleidet, wie verlegen und schweigend, als wären sie nur einen Augenblick stehen geblieben um sich umzusehen, bald zerbrach diese Haltung, und sie begannen Passanten am Ärmel festzuhalten erschrocken über ihre eigene Kühnheit und gleich Entschuldigung stammelnd.“
Die zweite Stufe der Verelendung sei laut Janina erreicht, wenn sie vor lauter Schwäche nicht mehr aufrecht stehen könnten. Dann würden sie auf dem Bürgersteig sitzen und sich gegen die Hauswand lehnen. Inzwischen sei ihre gute Kleidung bereits eingetauscht und die Neuankömmlinge seien nur noch in Lumpen gekleidet. Ihre Gesichter seien dabei maskenstarr. Der Hunger ließe sie zu Skelettartigen Wesen mit aufgeschwollenen Hungerbäuchen werden, die irgendwann einfielen. Den Leichen würden sofort die Kleider abgenommen und mit Zeitungen überdeckt, die mit Ziegelsteinen beschwert würden. So liegen diese auf der Straße bereit für den Abtransport. Morgens werden sie aufgesammelt.
Nina fragt sich ob die Bettelei der Anfang vom Ende sei und stellt sich die Frage: „Wenn jemand der gut gekleidet war, wenn der betteln muss, war das der erste Schritt?“
Der einzige worüber sie vor Mitleid hätte weinen können, ist ein hochgewachsener Mann aus Deutschland. Er hat eine rote Decke um die Schultern gehüllt und geht in seinen Träumen versunken durch die Straßen des Ghettos. Das Mädchen vergleicht ihn mit einem verirrten König mit Purpurmantel im Exil, der fern von seinem Land Asyl sucht.
Als Janina eines Abends ihre Großeltern besucht, hört sie singende Menschen auf der Straße. Es sind Bettler, die abends um 18:00 Uhr in das Asyl am Ende der Straße zurückkehren dürfen. Sie singen: „sechs Uhr am Abend und alles ist gut“.

### Die Endlösung
Lydia arbeitet für den Widerstand
Am 19. März 1941 feiert Janina ihren Geburtstag bei Lydia Grabowska. Lydia amüsiert sich mit einem deutschen Offizier und einem Hauptmann mit Ritterkreuz. Der Offizier entdeckt Janina, die sich in der Küche versteckt hat. Lydia gibt sie als Erichs Nichte aus. Die Soldaten glauben zwar Lydia nicht, fordern aber das Mädchen dann zum Tanz auf. Als Janina in das Ghetto zurückkehrt erzählt sie ihrer besten Freundin Tosia, wie Lydia sich mit deutschen Soldaten anfreundet. Nina erklärt, dass Lydia für den jüdischen Widerstand arbeitet. So warnt sie Betroffene, wenn sie von den deutschen Soldaten verhaftet werden sollten. Tosia möchte auch aus dem Ghetto heraus. Ende Oktober 1941 wird das Ghetto um einige Straßen verkleinert und die Überbevölkerung des Ghettos steigt.
Rachel
Während Janina sich autodidaktisch weiterbildet, freundet sie sich mit Rachel an. Da Rachel immer hungrig ist, stiehlt sie heimlich die versteckten Lebensmittelvorräte der Frau Katz. Diese sind in dem Wohnzimmerschrank versteckt, der mit einem Schlossvorhang verriegelt ist. Rachel hebelt mit einem Messer die Scharniere auf. Janina steht dabei Schmiere. Als Frau Katz die beiden erwischt, beschuldigt Rachel Janinas Mutter. Frau Katz ruft das rabbinische Gericht an, das dann in dem Hause tagt. Mangels Beweisen werden beide freigesprochen. Rachel sitzt immer noch auf einen gepackten Koffer voller Aussteuer und wartet auf ihren Verlobten, der sie verlassen hat um nach Südamerika zu gehen.
Mareks und Celias Verwandte
Während Mareks Familie arm ist, lebt Celias Familie in Wohlstand im Warschauer Ghetto. So wohnt Mareks Schwester Miriam im ärmeren Teil des Ghettos. Ihr Sohn Siggi, ein Diabetiker, verstirbt im Frühjahr 1942, weil das gekaufte Insulin reines Wasser gewesen war. Celias Schwester Lola hingegen lebt mit Ehemann Georg und Sohn Richard im besten Teil des Warschauer Ghettos. Richard wird vor der Realität bewahrt und darf nicht auf die Straße. Richard lernt gerade griechisch und unterhält sich ausschließlich in dieser Sprache. Marek kritisiert zuerst seine abgeschottete Lebensweise, antwortet ihm darauf auch auf Griechisch. Die Familien sind sprachlos.
Geschichten gegen die Hoffnungslosigkeit

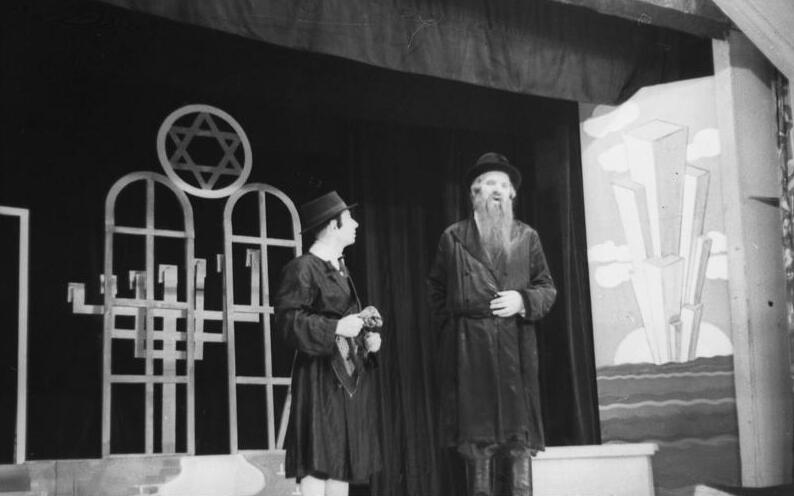
Geschichten gegen die Hoffnungslosigkeit: Talmud-Gelehrte erzählen singend eine Geschichte

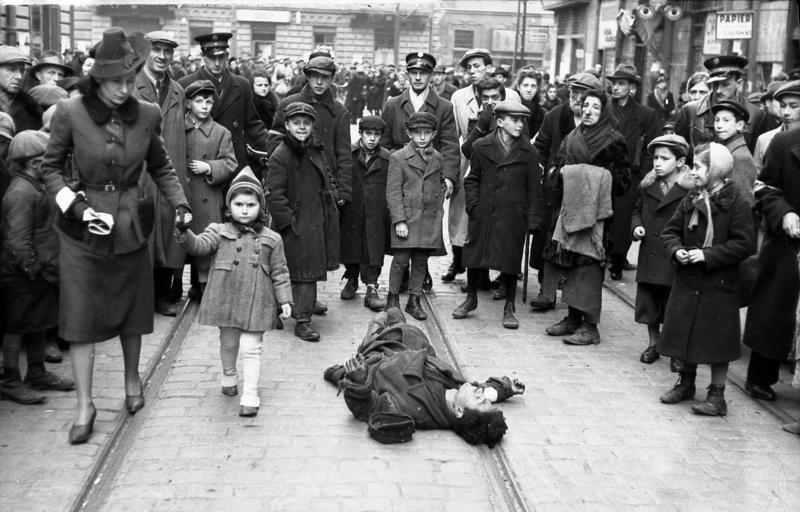
Yola kritisiert, dass die Einwohner noch in Restaurants gingen, obwohl sie über Leichen steigen müssten…

Um die hoffnungslose Situation zu bewältigen, flüchten die Menschen in Illusionen oder in zynischem Realismus und erzählen sich Geschichten gegen die Hoffnungslosigkeit.
Janina gibt sich ganz den Illusionen hin und schreibt einen Aufsatz: „Der Grund warum die Renaissance die wunderschönste Zeit in der europäischen Geschichte war, weil sie dorthin Hoffnung brachte, wo es keine gab und Farbe in eine Welt, die keine mehr hatte“. Yola kritisiert nach dem Unterricht die weltfremde Einstellung des Aufsatzes, die Angst der Leute und die realitätsfremde Einstellung der Einwohner des Ghettos, dass diese noch in Restaurants gingen, obwohl sie über Leichen steigen müssten: „Gibt es noch Hoffnung für uns? Die Juden werden von den Deutschen ausradiert und sie helfen ihnen noch dabei […] wir werden alle noch abgeschlachtet […] Es gibt nichts was man noch tun kann. Du kannst die Menschen nicht ändern. Wir sind alles Wilde, hebt das Mitleid für die Tiere auf.“
Ein Talmud-Gelehrter erscheint eines Tages im Hinterhof und erzählt den jüdischen Kindern singend eine Geschichte, die die Hoffnungslosigkeit der Ghettobewohner angesichts des unbeschreiblichen Leids eines Talmudsgelehrten aus Wilna relativieren soll:
Ich sing euch ein Lied von der Qual,

Es war einmal gewesen ein Gelehrter aus Wilna

er hatte nur eine halbe Lunge,

mit unverheirateten Töchtern,

seine Frau stürzte hin und starb,

bedauert den Gelehrten von Wilna.

Jeden Tag ging er auf Reisen,

doch Räuber lauerten ihm auf.

auf der Landstraße nach Lublin öffneten sie ihm den Schädel mit der rostigen Axt,

doch alle Talmud-Geschichten, die er im Kopf hatte,

flogen hin zum Himmel und jeden Stern, den ihr am Himmel funkeln seht ist eine von seinen Geschichten.
Auch Celia gibt sich ganz den Illusionen hin. So schwärmt sie von diversen Opern wie La Bohème, El Niño. Sie beschreibt wie im Rosenkavalier der junge Edelmann über die ganze Bühne schreitet um Sophie eine silberne Rose zu reichen.
Umsiedlungsaktion – 22. Juli 1942
Am 22. Juli 1942 wird das Ghetto im Rahmen einer „Aktion“ von ukrainischen und baltischen SS-Verbänden eingeschlossen. Dabei sollen 6000 Juden täglich in den Osten umgesiedelt werden. Als Angehörige eines Ghetto-Polizisten wird die Familie David vor der Deportation bewahrt. Brot und Marmelade werden demjenigen angeboten, der sich freiwillig für die Umsiedlung meldet. Rachel, die auch in der Wohnung der Familie Katz wohnt, folgt dem Angebot und stellt sich freiwillig auf dem Umschlagplatz an.

### Abschied von der Kindheit

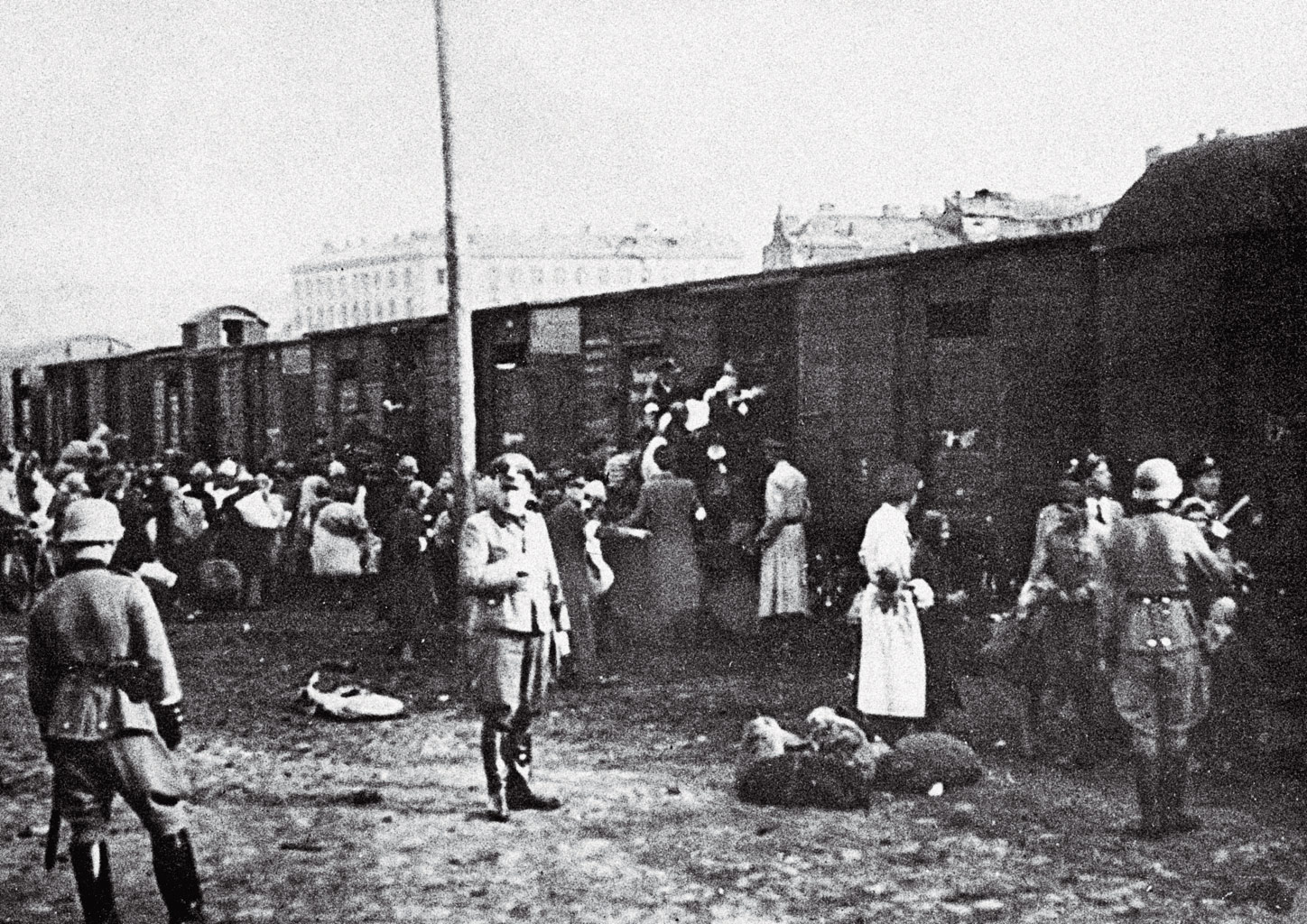
Warschauer Umschlagsplatz: Brot und Marmelade wurden dort denjenigen angeboten, die sich freiwillig zur Umsiedlung meldeten.

Die Familie wohnt 1942 in einem Warschauer Gebäudeblock dessen Einwohner am 22. Juli 1942 umgesiedelt worden waren. In diesem Block wohnen jetzt Polizisten mit deren Familien – wie die Familie Davidovich- und andere unentbehrliche Personen. Mareks Schwester Mirijam findet kurz Unterschlupf bei Janinas Familie, aber Mirijam möchte seit Siggis Tod nicht mehr leben. Die jüdischen Kinder der Polizistenfamilien des Ghettos wissen von den Umsiedlungsaktionen und spielen Erschießen und Vergasen auf den Hinterhöfen. Als Janinas Großeltern eine Nummer erhalten sollen, die sie vor der Deportation bewahren soll, kommt jemand anders ihnen zuvor. So werden Janinas Tante und Großeltern deportiert. Zum Abschied küsst der Großvater Janinas Hand. Wie wichtig dieser Abschiedskuss war verrät die Beschreibung der Autorin Janina David: „Den ganzen Tag hielt ich meine Hand um diesen Kuß geballt wie um eine unschätzbare Kostbarkeit“. Da die Kinder keine Nummer erhalten, muss Janina bei Hausdurchsuchungen stets versteckt werden.
Umsiedlungsaktion – 21. September 1942/3. Oktober 1942
Am Versöhnungstag 21. September 1942 werden auch Polizisten samt ihren Familien deportiert. Janinas Familie gelingt die Flucht. Sie finden Unterschlupf in einer anderen Wohnung. Am gleichen Abend erscheint auch ein Schwarzhändler mit Ehefrau. Sie haben mit Beziehungen und Geld alle notwendigen Ausweise und Papiere für eine Flucht in die Türkei erhalten. Die Familie Dawidowicz bekommt Adresse und Schlüssel für die Wohnung des Schwarzhändlers, wo „genug zu acheln [jiddisch für essen]“ ist und wo sie dann wohnen. Am 3. Oktober 1942 wird die erste Etappe der Umsiedlungsaktion beendet. In der Schwarzhändlerwohnung wohnt die Familie Dawidowicz mit zwei anderen Familien, den Beatos und den Schereks, zusammen. Die Frauen arbeiten tagsüber bei zerbombten Häusern um den Schutt abzutragen und Marek als Polizist. Eines Abends bringt Marek seiner Tochter einen Brief von Tosha mit, in dem Janina erfährt, dass Yola auf der Flucht von einem Soldaten erschossen worden ist. Bei Mareks Geburtstagsfeier vergleicht Janina ihren Vater mit Ivan dem Schrecklichen. Marek erwidert darauf, dass möglicherweise nur Nina das nächste Jahr erleben wird und sich dann „hoffentlich fre(u?)ndlicher an ihren Vater erinnern wird“.
Umsiedlungsaktion – 18. Januar 1943/22. Januar 1943
Am 18. Januar 1943 soll die Familie zum Umschlagsplatz gebracht werden. Dabei flüchten sie und verstecken sich. In einer Straße zieht sich Janinas Vater eine Polizistenmütze auf. Als die drei von einem Soldaten angesprochen werden, gibt er vor die beiden Frauen auf der Flucht gefasst zu haben. Nachdem er von dem Soldaten gefragt wird, ob dieser einen Sonderausweis hat, antwortet er: „Ich bin Polizist. Ich habe die beiden erwischt!“ Daraufhin lässt sie der Soldat stehen Die Familie kann sich verstecken. Die Aktion wird überraschend abgeblasen. So haben ZOB-Kämpfer erfolgreich Widerstand geleistet. Die Familie kehrt zu ihrer alten Wohnung zurück.
Jüdische Kampforganisation
Da Marek früher Soldat war, dann der polnischen Armee, später der Roten Armee dann der jüdischen Ghetto-Polizei angehörte, kennt er den Umgang mit der Waffe. Marek sagt: „Hier braut sich was zusammen, sie organisieren den Widerstand. Das nächste Mal wird gekämpft. Gott sei dank. Schon diesmal haben die unseren schon ein paar mal geschossen, wenn ich ein Gewehr in die Finger bekomme dann …“ Damit spielt Marek auf den bewaffneten, jüdischen Widerstand der ZOB am 18. Januar 1943 an. Auch er möchte an der ZOB teilnehmen.
Celia meint dazu nur: „Du hast gehört was dein Vater gesagt hat … Es wird diesmal gekämpft werden.“
Janina verlässt das Warschauer Ghetto
Marek arbeitet wieder im Begleitdienst nach draußen und hat sich mit Erich in Kontakt gesetzt, der Nina aufnehmen soll. Die Mutter versucht das Kind zu überzeugen, allein das Ghetto zu verlassen. „Denk daran welche Angst du bei den Luftangriffen gehabt hast!“ Die Eltern beruhigen das Kind, dass sie bald nachkommen werden und bitten bei ihrem Kind um Verständnis für ihre eigene Situation: „Es ist alles viel leichter für uns wenn wir wissen, dass Du in Sicherheit bist“. Kurz vor der Abreise möchte die Mutter noch das Mädchen aufklären, aber Nina meint, dass dies nicht mehr nötig sei. Beim Abschied weinen Mutter und Tochter und Nina gibt ihrer Mutter eine Kette mit einer kleinen goldenen Scheibe, auf der in einem Kranz von Lorbeerblättern das Wort „Schaddai“ in Hebräisch steht. Die Kette war vor dem Krieg ein Geschenk des Großvaters an seine Enkeltochter gewesen. Am Ausgang des Ghettos wird sie als Tochter einer Arbeiterin ausgegeben und wird so auf dem Arbeitertransport aus dem Ghetto hinausgeschmuggelt. Außerhalb Warschaus hält der Wagen und Nina muss nun auch von ihrem Vater Abschied nehmen. Mitten in einer schneebedeckten Landschaft an einem frühen Wintermorgen steht sie nun im Wald und wartet. Ein wenig später erscheint Erich Grabowski. Er führt seinen Hund aus und spaziert durch den Wald. Er grüßt kurz Nina, wie eine Fremde, sieht sich um, nimmt den Hund auf den Arm, macht kehrt und läuft schnellen Schrittes wieder zurück ohne Nina auch nur anzusehen. Nachdem dieser etwa fünfzig Meter vorangelaufen ist, folgt sie ihm. Dann wohnt sie bei der Familie Grabowsky.

### Zuflucht im Kloster

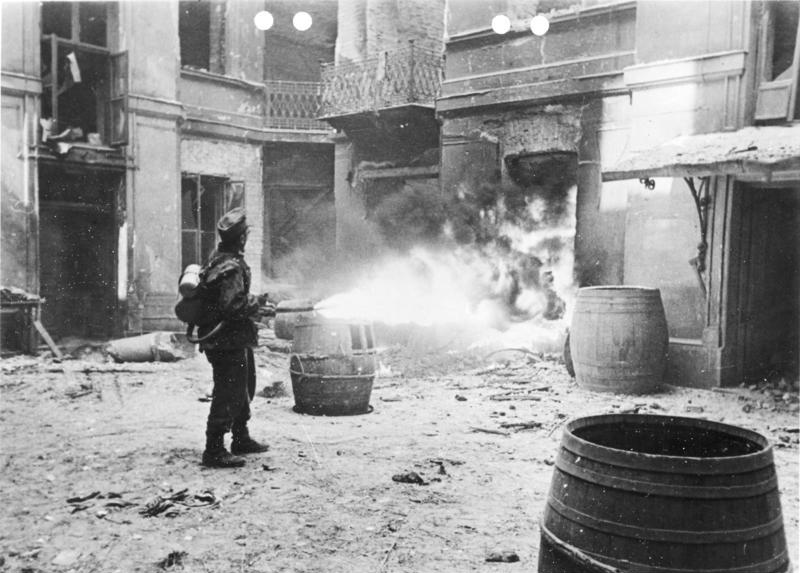
Die Zerstörung des Ghetto zu Warschau

Janina ist die Flucht aus dem Warschauer Getto gelungen und sie lebt nun versteckt bei der Familie Grabowski.
Aufstand im Warschauer Ghetto 19. April 1943/16. Mai 1943 – Telefonanruf von Janinas Vater
Bevor der Aufstand im Warschauer Ghetto (19. April 1943/16. Mai 1943) ausbricht, kann Marek seine Tochter telefonisch erreichen und ihr sagen, dass es ihm und Celia gut geht. Es ist die letzte Nachricht von Janinas Mutter.
Dann bricht der Aufstand im Warschauer Ghetto aus. Frauen, die Lebensmittel zu den Grabowskys bringen beurteilen den Aufstand im Ghetto kritisch: „Das ist ein richtiger Krieg im Ghetto […] hast du schon einmal gehört, dass ein Jude kämpft? Ich nicht! […] Was hilft ihnen das? Da kommen ein paar deutsche Panzer mehr […] das ist das einzig Gute an den Deutschen, dass sie uns die Juden vom Hals schaffen!“
Lydia verlässt Erich
Lydia flirtet wieder mit deutschen Offizieren. Sie empfindet Erich und die Kinder zunehmend als Last. Sie verlässt Erich und die Kinder. Sie gibt als Grund an, dass eine Frau, die nicht bewundert werde, zugrunde gehe und dass sie wieder eine Frau sein wolle. Erich kümmert sich hingebungsvoll um die Kinder. Aber Janina befindet sich in Lebensgefahr. Lydia hat sich vor den deutschen Offizieren damit gebrüstet, dass sie ein jüdisches Mädchen als Tochter angenommen hat. So erreicht die Familie Grabowsky eines Tages ein Anruf, den das Hausmädchen Sophia entgegennimmt. Sophia soll Lydia ausrichten, wenn sie ein jüdisches Kind habe, sei das ihre Sache, aber wenn sie weiterhin damit angeben würde, müssten Maßnahmen gegen sie ergriffen werden. Janina erleidet Todesängste. Als Lydia nach Hause kommt, erklärt sie Janina, dass sie ihr Leben für Janina aufs Spiel gesetzt habe und das ihrer Kinder. Lydia nimmt das weinende Mädchen auf den Schoß und hält Janina in ihren Armen.
Flucht in ein reiches Kloster, 30 km von Warschau entfernt
Aus Sicherheitsgründen möchte Erich Janina verstecken. So besorgt Erich Janina eine neue Geburtsurkunde auf einen neuen Namen. Janinas neuer Name ist demnach Danuta Theresa Makowska genannt Danka. Janina geht in das reiche Kloster zur Familie der heiligen Maria außerhalb Warschaus. Erich schärft ihr nochmal ein, dass niemand im Kloster erfahren darf, wer sie in Wirklichkeit ist. Die Mutter Oberin empfängt das Kind herzlich, aber streng. Schwester Margareta, die Geographie und Mathematik unterrichtet, bewundert das umfangreiche Wissen Janinas, das sich das Kind autodidaktisch beigebracht hat, und schenkt ihr selbst das Schreibmaterial. Alicia, eine Mitschülerin, die selbst auffälliges rotes Haar hat, ist die erste Freundin Janinas im Kloster. Alicia tröstet sie, wo sie kann.

#### „Jüdisches Aussehen“
Im Kloster wird Janina prompt von den Mitschülerinnen auf ihr schwarzes Haar angesprochen. So meint Rutka: „Wir haben im Kloster niemand, der so schwarze Haare hat wie du!“ Selbst Schwester Ludovika spricht Janina auf ihr schwarzes Haar an und assoziiert das mit Fremdsein: „Du hast so ungewöhnlich dunkles Haar, und es gibt heutzutage soviele Fremde!“ Es geht das Gerücht um, dass Janina jüdisch sein könnte. So wird sie nach dem Unterricht unter einem Vorwand gefragt: „Die Mädchen sagen, du wärst jüdisch. Das stimmt doch nicht? Schwörst du es?“ Janina muss schwören, dass sie keine Jüdin sei. Die Gerüchte und Verdächtigungen hören trotzdem nicht auf. Selbst bei einem Spiel wird Janina wieder auf ihr vermeintlich jüdisches Aussehen hin angesprochen. Krysia fragt, wie Janina aussehen würde, und zeigt mit dem Finger auf Janina. Sie erwidert mutig: „Ich weiß wie ich aussehe, ich sehe aus wie eine Jüdin!“ Die anderen Mitschülerinnen verneinen dies und meinen, dass Janina wie eine Spanierin aussehe. Krysia stimmt zu. Janina umarmt daraufhin Krysia. Sie hat eine neue Freundin in Krysia gefunden.
Brief von Janinas Vater mit Poststempel Lublin
Nachdem der Aufstand des jüdischen Ghettos niedergeschlagen wird, erhält Erich einen Brief von Marek. Erich trifft Janina in der Klosterschule außerhalb Warschaus, um sie über den Brief zu informieren und meint, dass sich ihr Vater verstecken würde. Sie fragt, ob Marek sich in Warschau verstecken würde. Erich meint nur, dass der Poststempel von einer anderen Stadt, Lublin sei. Daraufhin denkt Janina, dass sich ihr Vater nicht versteckt, sondern sich im KZ Majidanek befindet und einen Brief hinausschmuggeln ließ, der dann im nächstgelegenen Ort – Lublin – dann auf dem Postwege versandt worden ist. So meint Janina nur als sie hört, dass der Poststempel von Lublin ist: „Nicht weit von Lublin […] ist ein Ort […] Majdanek“. Damit spielt Janina auf das Lager Majdanek nahe der Stadt Lublin an, dessen Name vom Lubliner Stadtteil Majdan Tatarski herrührt. Als sich Janina nach der Mutter erkundet, meint Erich, dass sie getrennt worden seien. Den Brief habe er aus Sicherheitsgründen zuhause gelassen.

### Kampf um Warschau
Flucht in eine ärmliche Klosterschule in Warschau
Nachdem Erich von der Gestapo verhört wird, bringt Schwester Monika das 13-jährige Mädchen in ein anderes Kinderheim des Ordens. Es ist ein ärmeres Haus, das mitten in der Stadt von Warschau liegt. Schwester Monika bedauert den plötzlichen Weggang Janinas. Sie bewundert besonders die schöne Stimme des Kindes; Janina sang im Chor und Schwester Monika spielte Orgel.
Krysia
Janinas Freundin Krysia aus dem reicheren Kloster außerhalb Warschaus schickt ihr einen Brief in das Kloster, wo Janina sich jetzt befindet. Sie beschreibt, dass wenige Stunden später die Gestapo im Kloster erschienen sind und nach ihr gesucht hat. Niemand hat aber der Gestapo erzählt, wo sich Nina jetzt befindet.
Jitzchiks
Im Gegensatz zu dem reichen Kloster außerhalb Warschaus, wird Janina nicht wegen ihres Aussehens als Jüdin bezeichnet. Es gibt hier nur Geschichten allgemeiner Art. So wird Janina bei ihrer Ankunft gefragt: „Weißt was da draußen ist?“ Als sie die Frage verneint, sagt man ihr: „Da waren die Jitzchiks, die kommen in der Nacht raus […] Gespenster, sie jammern und machen immer ‚‘A chava, A chava, A chava‘.“ Alle lachen. Auch Janina.
Volkstanzgruppe
In dem Kloster befindet sich eine Mädchengruppe, die aus einem Kinderheim aus dem Süden Polens kommt und Volkstänze aufgeführt hat. Vor dem Krieg sind sie sonntags überall aufgetreten. Das Kinderheim wurde von einer Bande von Ukrainern niedergebrannt. Die Ukrainer hatten dabei fünf von den älteren Mädchen vergewaltigt und ermordet. Vera hat den Überfall der Ukrainer überlebt, weil sie damals Hausmagd in der Stadt gewesen ist. Die anderen überlebten, weil sie sich im Wald versteckt hatten. Anschließend haben sie die ermordeten Mädchen hinter dem Haus versteckt.
Geschichten
Ganz im Gegensatz zu dem reichen Kloster müssen die Mädchen hier nicht sofort ruhig sein, sie dürfen sich auch Geschichten erzählen, um einzuschlafen. Hier erzählt Janina den anderen Mädchen das Märchen von Rotfünkchen, das zu glühen und zu leuchten anfing, wenn es Fieber bekam. Dies war jedoch wegen der Verdunkelung in Kriegszeiten nicht erwünscht. Eine andere Geschichte von Rotfünkchen erzählt sie, als sie in den Kellern das Ende des Warschauer Aufstands abwarten. Als an einem Sommermorgen Rotfünkchen auf einem Boot im Meer von Regen ganz nass wird, bekommt es wieder Fieber. Jetzt brennt es ein Loch ins Boot und bringt einen Nagel zum Schmelzen.
Mutter Oberin
Ganz im Gegensatz zu dem anderen Kloster, muss Janina hier nicht niederknien und die Hand der Frau küssen. Die Mutter Oberin umarmt sie und küsst ihr auf die Stirn. Sie begrüßt sie: „Es ist gut, dass du hier bei uns bist mein Kind.“ Die Mutter Oberin teilt ihr später mit, dass ihr Onkel nicht wissen will, wo sie ist. Dies gilt für den Fall, dass er wieder von der Gestapo dazu gezwungen wird, Janinas Aufenthaltsort zu verraten. Sie erklärt auch, dass Erich dem Kloster Spenden zukommen lässt. Dies sei umso wichtiger, weil die älteren Mädchen keine Lebensmittelkarten mehr von der deutschen Besatzungsmacht erhalten. So haben die deutschen Behörden zur Bedingung gemacht, dass die jungen Frauen zur Arbeit nach Deutschland gehen sollten. Als die Mutter Oberin das abgelehnt hat, erhielten sie keine Karten mehr. Am 1. August 1944 erzählt sie dem Mädchen, dass ihr Onkel untertauchen muss. Janina kann ihn deswegen längere Zeit nicht mehr sehen.
Schwester Zofia
Schwester Zofia betritt den Schlafraum des Hauses und fragt sie unter vier Augen, ob sie getauft sei. Als Janina keine Antwort darauf gibt, zieht sie ihre eigenen Schlüsse, bittet aber das Kind, dies als Geheimnis zu behandeln: „Also nicht, da werden wir uns also etwas einfallen lassen müssen. Sag nichts den anderen.“ Zofia bewundert Janinas Interesse für die Naturwissenschaften und leiht ihr das Buch: Die Lebensgeschichte Pasteurs und Mikrobenjäger. Sie selbst unterrichtet widerwillig Biologie, weil sie Krankheiten anderer nicht ertragen kann. Janina erzählt Schwester Zofia von ihrem Heim, von Celia und dem Hausmädchen Stefa, von der Kowalski-Mühle, vom Park, vom Vater, vom Umzug nach Warschau, von der Rückkehr Mareks, vom Leben im Ghetto, von Mareks Krankheit, vom Hunger, von den Bettlern, die jeden Tag in den Straßen des Ghettos sterben, von der armen Rachel vom verrückten Elias, vom Umschlagplatz und von ihrer Flucht aus dem Ghetto.
Sarah – kahlgeschorene Köpfe als Beispiel für die Folgen von Typhus
Eines Tages wird Janina angesprochen, man bittet sie um ihre Hilfe, weil ein Neuankömmling im Kloster sei. „Wir habe eine Neue […] etwas stimmt mit ihr nicht […] man kriegt kein Wort aus ihr heraus. Schwester Zofia meint, du sollst dich um sie kümmern.“ Das kleine Mädchen wird von ihren Altersgenossen als „Krummnase“ bezeichnet und verprügelt. Janina nimmt das Kind in Schutz. „Wer ihr nochmal solche Namen nachruft, den schlage ich grün und blau“ brüllt Janina die Gruppe von Kindern an, die „Krummnase“ umzingelt haben. Als dem Kind die Haare geschnitten werden sollen, kämpft Janina um den Neuankömmling und versucht, dass ihr schönes Haar erhalten bleibt. Schwester Adele kritisiert die Loyalität und Solidarität der jüdischen Mädchen füreinander: „Euer Hochmut! Was bildet ihr euch ein?! Ihr!“ Als das Kind später nicht essen will, füttert Janina es wie ein Kleinkind. Als es beginnt selbstständig zu essen, sind alle erstaunt. Als das kleine Mädchen Grippe hat, soll Janina sie pflegen. Dabei offenbart sie ihr, dass ihr wirklicher Name Sarah ist. Janina bemerkt wie sich das Mädchen dagegen wehrt, den Kopf kahl geschoren zu bekommen. Sie vermutet, dass Sarah ebenso wie sie selbst Angst davor hat, weil es sie an die Typhuskranken im Warschauer Ghetto erinnert, denen die Haare geschoren werden mussten.
Warschauer Aufstand

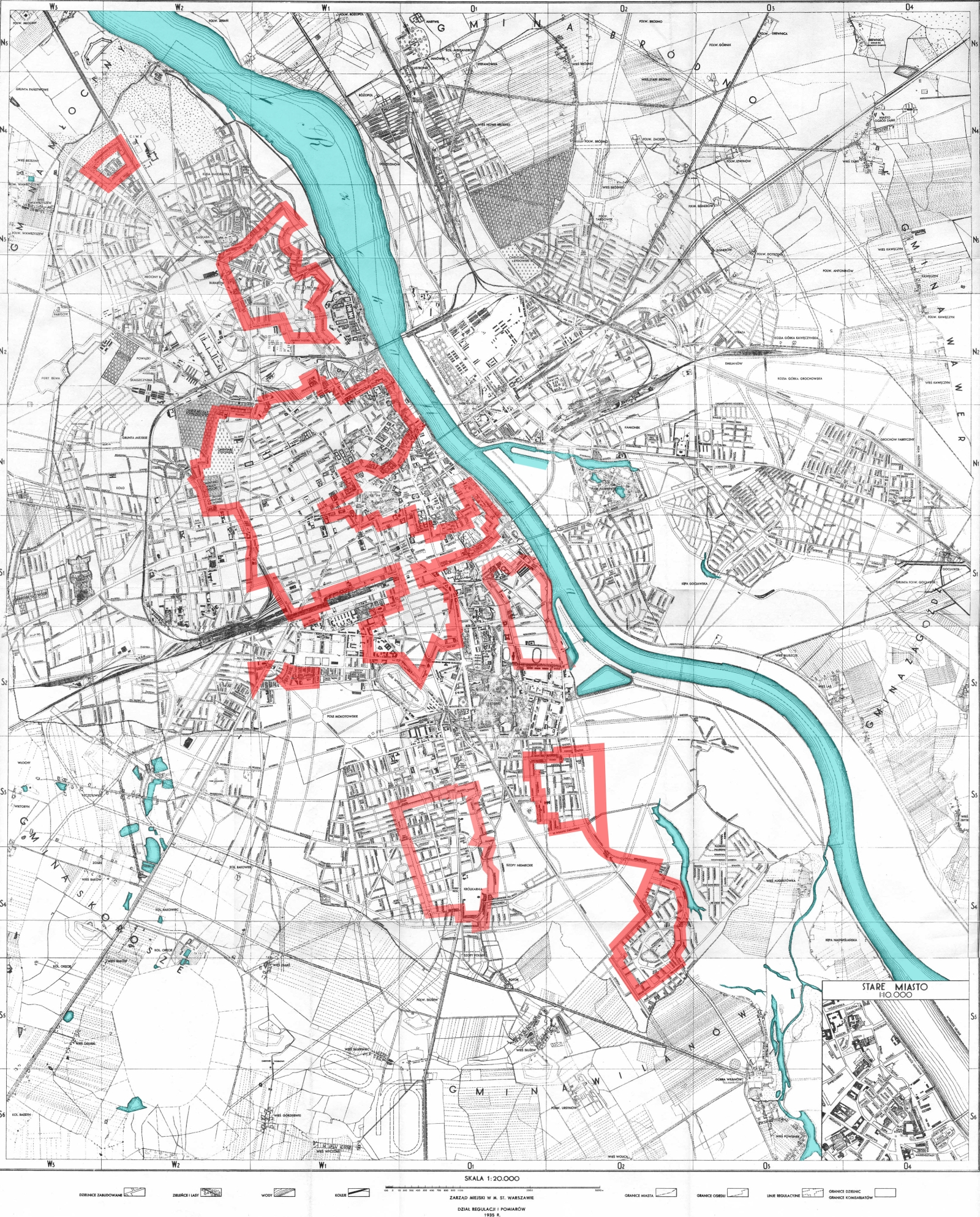
Von den polnischen Widerstandskämpfern kontrollierte Stadtgebiete 4. August 1944

August 1944 rückt die russische Front immer näher, als in Warschau der Aufstand der polnischen Widerstandskämpfer ausbricht. Da draußen heftig gekämpft wird, flüchten die Bewohner des Klosters in die Keller. Deutsche Soldaten besetzen das Stadtviertel, in dem die Klosterschule liegt. Ein deutscher katholischer Offizier führt Kinder und Nonnen aus dem brennenden Warschau.

### Die letzten Tage des Krieges
Flucht in das Kloster nach Lomno, 30 km westlich von Warschau
Janina ist 14 Jahre alt, als sie die Klosterschule in Warschau verlassen müssen. Die Klosterbewohner gehen zu einem Kloster nach Lomno, 30 km westlich von Warschau, das ihnen ein früheres Schulhaus zur Verfügung stellt. Die Schwestern wohnen in zwei Zimmern im Erdgeschoss, während die Mädchen im ersten Stock auf dem Boden, auf Strohsäcken schlafen. Ihre Gastgeber geben eine Scheibe Brot für jedes Kind.
Janinas Vater
Als die Klosterbewohner wieder einmal in den Wald gehen, um Pilze und Beeren zu sammeln, verspürt Janina im Wald die Nähe ihres Vaters. Sie sucht ihn, dieses Mal jedoch vergeblich. Schwester Zofia sieht das und fragt sie später, wen sie sucht. Janina beschreibt, dass sie bereits in der Vergangenheit die Nähe ihres Vaters immer wieder gespürt hatte und sie ihr Gefühl bisher nicht getäuscht hatte: „Ich dachte, ich würde meinen Vater sehen. Ich habe es so stark gefühlt in den letzten Tagen. Im Wald hatte ich das Gefühl, dass er sehr nahe ist. Dieses Gefühl hatte ich schon früher ein paar mal und dann hat es gestimmt.“ Zofia meint, dass sie so etwas selbst kenne. So habe sie einmal die Anwesenheit eines verstorbenen Freundes gespürt.
Die letzten Kriegstage
Ende September 1944 wird der polnische Widerstand niedergeschlagen. Mitte Oktober ziehen deutsche Militäringenieure ein. Sie sollen eine neue Verteidigungslinie bestehend aus Schützengräben und Panzersperren entwerfen. Sie beschlagnahmen die beiden Zimmer im Erdgeschoss. Am Montag, dem 15. Januar 1945 rücken die deutschen Soldaten ab und ruinieren die Zimmer im Erdgeschoss, in denen sie bisher gewohnt haben. Danach erscheint die Rote Armee bei den Frauen und Mädchen. Polen ist von der deutschen Besatzungsmacht befreit.
Jüdische Mädchen im Kloster
Zum Abschied hinterlässt jedes der Mädchen eine Notiz in den Tagebüchern. Janina, die sich bisher als Danka Makowska ausgegeben hat, verrät ihren richtigen Namen und unterschreibt die Tagebücher mit Janina David. Viele jüdische Kinder und Mädchen haben im Kloster Zuflucht gefunden, mit falschem Namen und gefälschten Taufpapieren. So ist Theresa auch jüdischer Herkunft. Dies beschreibt die Mutter Oberin in einem Brief an Janina.
Rückkehr nach Warschau und Nachricht von Janinas Vater

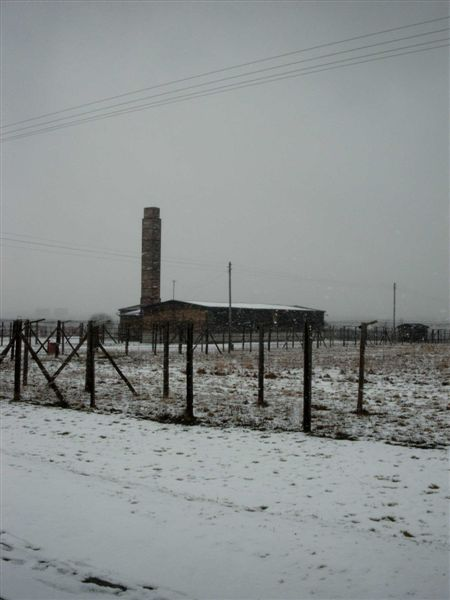
KZ Majdanek, in dem Janinas Vater starb

Sie kehrt nach Warschau zurück. Dort trifft sie Kuba, den einzigen überlebenden Verwandten. Kuba war fünf Jahre lang in Kriegsgefangenschaft, wurde dann von den Amerikanern befreit. In der Warschauer Stadtbibliothek wird sie von einem Mann angesprochen, der mit Marek zusammen in KZ Majdanek war. Er berichtet, dass Marek zu schwach gewesen sei, um aus dem KZ zu flüchten. Er hat jedoch all seine  Freunde gebeten, Janina auszurichten, wie sehr er sie geliebt hat.

## Weiterführende Informationen
Literatur
- Hartwig Schmidt, Janina David: Ein Stück Himmel. Das Filmbuch. Nach den Erinnerungen von Janina David. Hanser, München / Wien 1986, ISBN 978-3-446-14693-8.

Weblinks
- Trailer auf YouTube
- Ein Stück Himmel bei IMDb
- Ein Stück Himmel bei Fernsehserien.de
- deutsches-filmhaus.de